# 10 fenigów 1942 typ I
10 fenigów 1942 typ I – moneta dziesięciofenigowa getta łódzkiego, wprowadzona do obiegu 14 czerwca 1942 r., której bicia zaprzestano 24 czerwca 1942 r. między innymi z powodu zbyt dużego podobieństwa rysunku monety do niemieckich dziesięciofenigówek.

## Awers
W centralnej części umieszczono gwiazdę Dawida na tle kłosów zbóż, dookoła otokowo napis: „Litzmannstadt – Getto”, a na samym dole rok 1942.

## Rewers
W centralnej części umieszczono nominał 10, dookoła otokowo napis „Der Aelteste der Juden”, na dole dwie skrzyżowane gałązki z łączącą je małą gwiazdą Dawida.

## Opis
Moneta była bita na terenie getta, w I Wydziale Metalowym (niem. Metallabteillung I) mieszczącym się przy ul. Zgierskiej 56, w elektronie, na krążku o średnicy ~21,2 mm, masie ~0,94 grama, z rantem gładkim. W ciągu 10 dni produkcji wybito ok. 5 000 sztuk monet. Nakład w dużej części został rozprowadzony w Kasie Głównej (niem. Hauptkasse), a po rezygnacji z produkcji, monety nie zostały wycofane z obiegu.
W wielu opracowaniach, zarówno z lat 70. XX w. jak i pierwszej połowy XXI w., moneta błędnie jest klasyfikowana jako próbnego bicia.
Oryginalna moneta na rynku kolekcjonerskim pojawia się rzadko, ale częściej niż oryginalne egzemplarze monety 10 fenigów 1942 typ II.